# Pebbles i Bamm-Bamm
Pebbles i Bamm-Bamm zapraszają (oryg. The Pebbles and Bamm-Bamm Show, 1971–1972) – amerykański serial animowany, produkcji Hanna Barbera. Obecnie tego serialu nie emituje żaden program w telewizji.
W Polsce serial został wydany pod koniec lat 80. na kasetach VHS przez Polskie Nagrania jako Dzieci Jaskiniowców.

## Fabuła
Serial, którego akcja toczy się w czasach prehistorycznych, opisuje przygody dwójki bohaterów w wieku nastoletnim: córki Freda i Wilmy Flintstonów imieniem Pebbles oraz syna Barneya i Betty Rubble’ów zwanego Bamm-Bamm. Ich najlepszymi przyjaciółmi są Penny, Wiggy i Moonrock. Jednak ich codzienne życie utrudniają Cindy i jej chłopak Fabian.

## Obsada
- Sally Struthers – Pebbles Flintstone
- Jay North – Bamm-Bamm Rubble
- Mel Blanc – Barney Rubble
- Gay Hartwig – Betty Rubble
- Alan Reed – Fred Flintstone
- Jean Vander Pyl – Wilma Flintstone

## Wersja polska

### Wersja z końca lat 80. (Polskie Nagrania)
Wersja polska: Zespół Promocji Filmowej „Unifilm” Sp z.o.o., CWPiFT „Poltel” oraz Studio Opracowań Filmów w Warszawie

Wystąpili:
- Lucyna Brusikiewicz – Penny
- Marta Dobosz – Wiggy
- Mirosława Krajewska – Rockelle
- Ewa Serwa – Pebbles Flintstone
- Paweł Galia – Moonrock
- Krzysztof Strużycki – Bamm-Bamm Rubble
- Henryk Łapiński – Schleprock
- Mariusz Leszczyński – Fred, ojciec Pebbles
- Alicja Wyszyńska – Wilma, mama Pebbles
- Lech Ordon – Barney, ojciec Bamm-Bamma
- Dorota Kawęcka – Betty, mama Bamm-Bamma
- Katarzyna Kubat – Cindy
- Leopold Matuszczak – pan Gravel
- Wojciech Machnicki – Fabian
- Andrzej Bogusz – 
  - pracownik kręgielni,
  - pracownik kamieniołomów
- Andrzej Gawroński – hycel
- Stanisław Brudny – trener
- Edward Dargiewicz – profesor
- Jacek Jarosz – Czarownica Henrietta
- Czesław Mroczek – doktor Pigrocks
- Zbigniew Borek – kołatka
- Eugenia Herman – reżyser sztuki
- Piotr Bąk

## Spis odcinków
| N/o            | Polski tytuł                          | Angielski tytuł           |
| -------------- | ------------------------------------- | ------------------------- |
|                |                                       |                           |
| SERIA PIERWSZA |                                       |                           |
|                |                                       |                           |
| 01             | Z rożna                               | Gridiron Girl Trouble     |
|                |                                       |                           |
| 02             | Kit w jego rękach                     | Putty in Her Hands        |
|                |                                       |                           |
| 03             | Żaba na 1 dzień                       | Frog For A Day            |
|                |                                       |                           |
| 04             | Złoty głos                            | The Golden Voice          |
|                |                                       |                           |
| 05             | Mały pomocnik tatusia                 | Daddy’s Little Helper     |
|                |                                       |                           |
| 06             | Skup się na głupocie                  | Focus Foolery             |
|                |                                       |                           |
| 07             | Pebbles się przechwala                | Pebbles’ Big Boast        |
|                |                                       |                           |
| 08             | Pebbles na Grand Prix                 | The Grand Prix Pebbles    |
|                |                                       |                           |
| 09             | Straszny snorkazaurus                 | The Terrible Snorkosaurus |
|                |                                       |                           |
| 10             | Nowy obraz Schleprocka                | Schleprock’s New Image    |
|                |                                       |                           |
| 11             | Dziewczyna i psozaur                  | Coach Pebbles             |
|                |                                       |                           |
| 12             | Brak gotówki i transportu             | No Cash and Carry         |
|                |                                       |                           |
| 13             | Wooly Wielki                          | Wooly the Great           |
|                |                                       |                           |
| 14             | Czy Pebbles może być panną burmistrz? | Mayor May Not             |
|                |                                       |                           |
| 15             | Oni odeszli                           | They Went That Away       |
|                |                                       |                           |
| 16             | Prezent                               | The Birthday Present      |
|                |                                       |                           |